# Pura Dalem Agung Padangtegal
O Templo Dalem Agung Padangtegal (em balinês: Pura Dalem Agung Padangtegal) ou Grande Templo da Morte de Padangtegal é um dos três puras ( templos hindus balineses) situados na reserva natural do  Santuário da Floresta do Macaco Sagrado (também conhecida como Floresta do Macaco de Ubud), em Padangtegal, perto de Ubud, kabupaten (regência) de Gianyar, Bali, Indonésia.
Também conhecido como "templo principal", o Pura Dalem Agung Padangtegal fica na parte sudoeste da floresta e é dedicado ao deus Xiva na sua forma de Hyang Widhi. Como os outros dois templos do complexo, supõe-se que tenha sido construído em meados do século XIV. O templo desempenha um papel importante da vida espiritual da população local.
Na área em frente ao templo vive um dos cinco grupos de macacos-caranguejeiros que vivem na reserva natural.